# Jacky Duguépéroux
Jacky Duguépéroux est un ancien footballeur français, devenu entraîneur, né le 2 janvier 1948 à Saint-Malo (Ille-et-Vilaine).

## Biographie
Il joue comme défenseur ou milieu défensif à Valenciennes et Strasbourg.
Formé et révélé à l'US Valenciennes-Anzin où il joue de nombreuses années, il devient à partir des années 1970, un personnage emblématique du RC Strasbourg où il évolue aussi bien en tant que joueur qu'en tant qu'entraîneur.
Il devient l'entraîneur du RC Strasbourg pour la première fois en prenant la succession de Daniel Jeandupeux lors de l'année 1995. En Alsace, il devient finaliste de la coupe de France 1995 puis il remporte la coupe de la Ligue 1997 aux dépens des Girondins de Bordeaux. Malgré ce titre, il est limogé en 1998. 
Après plusieurs années passées en tant que recruteur, il revient au poste d'entraîneur à la place d'Antoine Kombouaré en octobre 2004. Il découvre alors Strasbourg qui se trouve à la dernière place du classement de Ligue 1. Après une saison très tourmentée, Duguépéroux remonte le Racing dans le ventre mou du classement et remporte la Coupe de la Ligue 2005 en battant en finale le Stade Malherbe de Caen grâce notamment au trident offensif Mamadou Niang - Mickaël Pagis - Alexander Farnerud. 
La saison suivante est paradoxale : le Racing est plus que moyen en championnat mais réussit un bon parcours en Coupe UEFA. Il termine finalement à la 19e place et se voit relégué en Ligue 2. Jacky Duguépéroux décide alors de laisser sa place à l'ancien joueur international français Jean-Pierre Papin.
Il est entraîneur de l'Espérance de Tunis pendant la saison 2006-2007, puis directeur technique du centre de formation de l'Étoile du Sahel pendant la saison 2007-2008.
Le 29 mars 2014, il remplace le démissionnaire François Keller au poste d'entraîneur du Racing Club de Strasbourg, signant ainsi son retour au sein de ce club. Après n'avoir engrangé qu'un seul point lors des trois premiers matchs avec Duguépéroux à la tête de l'équipe, une série de trois victoires consécutives redonnent espoir au club qui semble être en mesure d'accrocher un improbable maintien. La saison se finira finalement sur une défaite et un match nul et du fait des bons résultats de leurs concurrents directs, le Racing finit à une seizième place synonyme de relégation sportive en CFA. Le 24 mai 2014, il prolonge d'un an son contrat avec Strasbourg. Le 27 mai 2016, il parvient à mener son équipe au retour dans le monde professionnel du football, son objectif initial étant ainsi rempli. Le Racing remonté en ligue 2, il quitte le club avec le sentiment du devoir accompli. Il est remplacé par Thierry Laurey.
Il devient ensuite consultant pour Direct Racing. Une web TV créé par des supporters pour les supporters. 
En mai 2020, il est élu meilleur entraîneur de l'histoire du RC Strasbourg par les supporters du club.

## Carrière

### Joueur
- avant 1965 :  Union sportive de Chantilly
- 1965-1973 :  Valenciennes FC
- 1973-1979 :  RC Strasbourg
- 1979-1988 :  Vauban Strasbourg

### Entraîneur
- 1988-1991 :  Vauban Strasbourg
- 1991-1993 :  AS Benfeld
- 1993-1995 :  RC Strasbourg (- 17 ans)
- 1995-1998 :  RC Strasbourg
- 2004-2006 :  RC Strasbourg
- Octobre 2006-Juillet 2007 :  Espérance de Tunis
- Mars 2014-2016 :  RC Strasbourg
- Depuis mai 2020- :  US-Meistratzheim[2]
- Janvier-juin 2022 :  AS Erstein
- Avril 2023- :  Association Still-Mutzig

## Palmarès

### En tant que joueur
- Champion de France en 1979 avec le RC Strasbourg

### En tant qu'entraîneur
- Vainqueur de la Coupe de la Ligue en 1997 et 2005 avec le RC Strasbourg
- Finaliste de la Coupe de France en 1995 avec le RC Strasbourg
- Vainqueur de la Coupe de Tunisie en 2007 avec l'Espérance sportive de Tunis
- Champion de National en 2016 avec le RC Strasbourg

## Statistiques

### En tant que joueur
- 295 matchs pour 6 buts en Division 1
- 55 matchs en Division 2
- 6 matchs en Ligue Europa

### En tant qu'entraîneur
- 1994-1995 avec le RC Strasbourg :  10 matchs, 4 victoires, 2 matchs nuls, 4 défaites
- 1995-1996 avec le RC Strasbourg :  55 matchs, 25 victoires, 14 matchs nuls, 16 défaites
- 1996-1997 avec le RC Strasbourg :  50 matchs, 27 victoires, 6 matchs nuls, 17 défaites
- 1997-1998 avec le RC Strasbourg : 25 matchs, 5 victoires, 6 matchs nuls, 14 défaites
- 2004-2005 avec le RC Strasbourg : 35 matchs, 17 victoires, 8 matchs nuls, 10 défaites
- 2005-2006 avec le RC Strasbourg : 51 matchs, 11 victoires, 18 matchs nuls, 22 défaites
- 2013-2014 avec le RC Strasbourg : 8 matchs, 3 victoires, 2 matchs nuls, 3 défaites
- 2014-2015 avec le RC Strasbourg : 39 matchs, 23 victoires, 8 matchs nuls, 8 défaites
- 2015-2016 avec le RC Strasbourg : 37 matchs, 17 victoires, 13 nuls, 7 défaites